# فرشته (فیلم ۲۰۱۸)
فرشته (به اسپانیایی: El Ángel) نام یک فیلم درام آرژانتینی به کارگردانی لوییس اورتگا محصول ۲۰۱۸ است. این فیلم برای رقابت در بخش نوعی نگاه هفتاد و یکمین جشنواره فیلم کن انتخاب شد.
درباره نوجوان هفده ساله سارقی است